# Achat

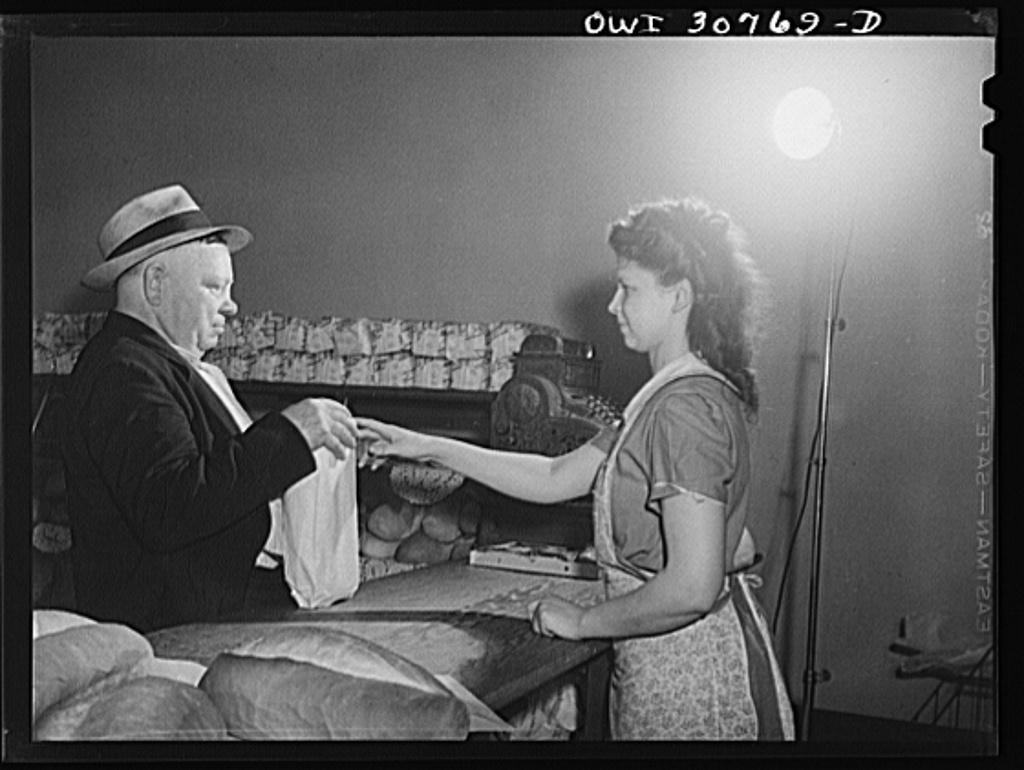
Achat réalisé par une femme dans une boulangerie.

Pour les articles ayant des titres homophones, voir Asha et HA.
 (décembre 2024).
Si vous disposez d'ouvrages ou d'articles de référence ou si vous connaissez des sites web de qualité traitant du thème abordé ici, merci de compléter l'article en donnant les références utiles à sa vérifiabilité et en les liant à la section « Notes et références ».
L'achat est le mouvement par lequel une personne physique ou morale devient possesseur de quelque chose en échange de la valeur financière attribuée à celle-ci, exprimée en monnaie (qui n'est pas forcément la monnaie locale), donné à son ex-possesseur.
L'acte s'opère dans le cadre d'un processus comprenant une série de décisions et une exécution. L'objet de l'achat est l'acquisition et tout ce qui est mis en vente n'est pas obligatoirement acheté.
Tandis que la vente est un acte passif, demeurant dans l'attente de l'acquisition par une autre personne d'un objet ou d'un bien constituant une immobilisation incorporelle de patrimoine (c.-à-d. de capital), l'achat est un acte actif demandant de la part du requérant un assentiment, un déboursement et la plupart du temps un déplacement d'un objet. 
L'achat est plus complexe que d'être le simple contraire de la vente qui est de solliciter la personne pour procéder à l'achat. Pour cela, il est utilisé une multitude de manières et de méthodes (de la publicité à la contrainte par l'emploi de ruses moins fines), avec une habileté confinant à un « art » respectant une loi par contrat. 
Pour certains biens ou services sans acquisition immédiatement disponible sur l'ensemble des marchandises disponibles, l'acheteur doit solliciter l'artisan ou la firme à même de réaliser le bien ou le service qu'il recherche (achat sur mesure).
Entrent dans le processus de l'achat la précision d'une nécessité (devenue besoin), la recherche de pourvoyeurs répondant au cahier des charges correspondant à l'appel d'offres, le marchandage, la rédaction de contrats ; l'objectif va de la satisfaction du besoin au moindre coût (moins disant) au meilleur rapport qualité/prix (mieux disant).
C'est sur l'achat que s'appliquent les taxes du commerce que l'acquéreur final débourse.

## Achats
Les choses et les services sont produits pour la vente et proposés afin d'être acquis. « Qu'importe ce que l'on produit, pourvu que l'on trouve un acquéreur, un acheteur, pourvu que quelqu'un achète ce qui est produit ». En conséquence dans la comptabilité tenue dans l'entreprise, la valeur des stocks y compris produits intermédiaires est une composante des « actifs » du bilan qui permet de continuer l'exploitation en respectant la loi concernant les faillites. Depuis la méthode de production « poussée » (en attente d'achat) qui a succédé au XXe siècle à la production industrielle « tirée » (produits commandés via le commerce distributeur avec lequel il y a eu avance d'argent). Le problème est qu'il serait dans certains cas proposé plus de produits par l'ensemble des fabricants ou négociants sur les marchés que d'acquéreurs réels à un moment donné parmi les acquéreurs potentiels caractérisant la société de consommation. Les objets sont produits en grand nombre structurellement et une technique consiste à les associer à des significations ou des sentiments (vertus) à la mode du moment. Idem pour les services. C'est précisément ici que l'achat présente un intérêt d'étude pour l'art de la vente.
Les achats peuvent être définis à travers 5 activités primaires :
- Le sourcing – soit la capacité à identifier les fournisseurs qui répondront le mieux aux besoins d’achat ;
- La gestion des contrats avec les fournisseurs ;
- La gestion des commandes depuis la formulation des besoins jusqu’à la bonne réception des produits et services fournis ;
- Le gestion des paiements aux fournisseurs ;
- La gestion des relations avec les fournisseurs.

Ces activités sont supportées par trois activités secondaires qui sont les activités liées à la gestion des ressources humaines et de la structure organisationnelle, les activités de suivi et de pilotage des dépenses, des risques et autres données relatives aux fournisseurs et aux dépenses d’achat, les activités liées aux systèmes d’information permettant de gérer les données achats et les reliant aux systèmes internes et aux systèmes externes.

### Distinction
Il y a deux sortes d'achat :
- celui effectué dans le cadre strict du commerce, comme prélude à une vente ultérieure : dans ce cadre l'échange est une transition dans un cycle nommé revente, couramment appelé négoce ;
- celui qui est en fait en bout de la ligne du commerce, qui ne donnera lieu, en cas de vente ultérieure, qu'à l'épithète de seconde main, c’est-à-dire que la chose, la vertu portée, le service auront été usés, ne seront plus considérés comme neufs : dans ce cadre l'achat est une terminaison d'un cycle.

### L'achat final
- L'achat final contient toutes les taxes pesant sur le produit, sa vertu, le service.
- L'achat final est la finalité du commerce.
- Le commerce ne fonctionne que par l'achat final
- Le commerce est l'art de faire procéder à l'achat, et en dernière instance à l'achat final. Le dernier acquéreur, celui qui jouit de l'objet, du service, est l'objectif de la commercialisation : c'est par cette acquisition que se termine le cycle de ce produit, de ce service du point de vue du commerce.
- L'achat final transforme, dans le cycle commercial d'une chose, d'un service, ces produits en une simple « vertu », la possession enregistrée de la chose : il n'y reste que l'histoire de son existence à la fois dans sa naissance, son origine et à la fois dans sa finalité, sa finitude.
- C'est l'achat final qui termine le cycle commercial d'une chose, d'un service.
- Ce n'est pas l'achat privé qui élabore les richesses, mais les diverses transactions qui fondent la circulation de ses objets, services, en tant que transpositions commerciales dont l'objectif est de se terminer en achat privé. L'achat privé est une richesse privée pour l'acquéreur de la chose, de sa vertu, du service, tandis que c'est l'ensemble du passage de main en main qui crée la richesse globale par le commerce.
- Quand un particulier vend une chose, un service, une vertu à un autre, cela est du ressort du droit civil et non pas du droit commercial.

## La décision d'achat
Le processus décisionnel  comprend plusieurs étapes :
| Formulation du problème           | Prise de conscience de l'existence d'un besoin non ou mal satisfait                                                                             |
| Collecte des Informations         | Recherche de fournisseurs (visites, catalogues, demandes de devis...)                                                                           |
| Traitement de l'information       | Comparaison des offres après définition des critères d'évaluation (prix, marque,conditionnement, qualité, garantie et services après vente ...) |
| Choix                             | Décision d'achat |
| Confirmation favorable de l'achat | Expérience et évaluation |
| --------------------------------- | --- |

Au cours de ces étapes le processus de décision d'achat est influencé, accéléré ou bloqué par une série de paramètres qui doivent être convenablement repérés.

### Le ressenti des besoins

La pyramide des besoins

- La pyramide des besoinsle besoin est un sentiment de non satisfaction physiologique ou psychologique qui conduit une personne à rechercher une solution produit ou service susceptible de le faire disparaitre.
- la classification des besoins selon l'échelle de Maslow suggère qu'une satisfaction plénière des besoins ne peut survenir que dans le cadre d'une gestion d'ensemble : le besoin alimentaire ne s'exprime pas de la même façon dans le contexte d'une société connaissant la famine et dans celui d'une société de grande aisance.

### L'influence des motivations et des freins
- la motivation évoque l'idée d'une pulsion positive en faveur de l'achat :

se faire plaisir, faire plaisir,
recherche de : sécurité, orgueil, nouveauté, confort, argent, social (modèle SONCAS)
- le frein fait résonner une pulsion négative en défaveur de l'achat :

peurs ou inhibitions
sentiment d'incapacité ou de risque

### Les conditionnements selon le profil de chaque acheteur
Chaque acheteur porte un profil psychologique ou sociologique qui influence consciemment ou non ses décisions : les facteurs psychologiques (personnalité de l'acheteur), sociologiques (style de vie, profil socio-culturels) ou démographiques (situation de famille) peuvent jouer tantôt comme accélérateurs tantôt comme freins sur la décision.

### Vers l'acte d'achat: de l'idée à l'acte concret
La mercatique illustre cette marche vers l'acte d'achat en illustrant à l'aide du Modèle AIDA (Attention - Intérêt - Désir - d'Achat) l'état de prédisposition plus ou moins favorable de l'acheteur. 
| Attention ou Composante cognitive | La connaissance du produit par l'acheteur peut être bonne ou au contraire nulle, erronée, incomplète ou imprécise. (cela dépend de la notoriété du produit en cause)                                                           |
| Intérêt ou Composante affective   | L'acheteur comme tout individu porte une appréciation subjective, bonne ou mauvaise, sur un produit (cela dépend principalement de l'expérience de l'acheteur et secondairement de l'image de marque véhiculée par le produit) |
| Désir ou Composante conative      | Cela correspond chez l'acteur à l'existence d'une tendance à agir, capable de concrétiser les prédispositions favorables antérieures.                                                                                          |
| --------------------------------- | --- |

## L'exécution de l'achat

### L'appel d'offres
L'achat de produits ou de services passe souvent par des procédures d'appel d'offres, une partie de la négociation.  Cette pratique est obligatoire pour les instances publiques fonctionnant avec un budget voté; elle est systématique dans le cas des marchés publics. C'est une pratique courante dans de nombreux secteurs d'activité comme le bâtiment et les travaux publics (BTP) fabriquant des infrastructures gérées par les municipalités, instances départementales et régionales. Cette pratique se répand également en informatique.  Le passage par une procédure formalisée d'appel d'offres a pour rôle de renforcer le contrôle des directions des achats et de stimuler la concurrence et la non concussion.

### La comptabilisation de l'achat
La comptabilisation des achats peut être réalisée à partir de tout document attestant le transfert de propriété ou l'exécution d'un service. Ce document devra tenir compte des règles de présentation propre à chaque pays. En France par exemple elle devra tenir compte des informations telles que : montant HT de l'achat, la réduction commerciale si elle existe, l'escompte, le transport, la TVA (sauf exemption), le total TTC. Les comptes concernés sont donnés par le plan comptable. Les achats HT sont comptabilisés soit dans des comptes de charges, soit dans des comptes d'immobilisations. La TVA peut être incorporée dans le montant de l'achat suivant différentes conditions. Des comptes de comptabilité générale peuvent aussi être utilisés en fonction de différentes situations prévues par le plan comptable, les normes IFRS ou IAS.

### Immobilisation physique
La procédure d'achat aboutit (en général après paiement) après la réception à une mise en stock correspondant à la structure de l'entreprise. Par exemple les centrales d'achats des distributeurs finaux regroupent les objets dans des zones urbaines et les « ventilent » dans les commerces concernés.

### Le rôle du service achat en entreprise
La fonction achat a pris naissance après 1850 dans le cadre du développement du chemin de fer. Au fil du temps, ce domaine a évolué pour ainsi devenir une fonction stratégique. L’apparition des démarches RSE (Responsabilité sociétale des entreprises) au sein des entreprises ont prouvé que le service des achats pouvait répondre à ces problématiques. Les « achats responsables » (Fazia & Nedjoua, 2018) en sont la preuve. Tout cela concerne une multitude d’entreprises, si ce n’est pas toutes les entreprises du monde. Historiquement cette fonction était orientée principalement aux performances économiques (économie d’échelle). Aujourd’hui ce n’est plus suffisant, les enjeux environnementaux et sociétaux se sont ajoutés aux objectifs annuels.

### Les achats responsables et ses leviers
Le service achat d’une entreprise permet de répondre aux besoins internes des achats d’approvisionnement de matières, composants finis et produits semi-finis à assembler. Ce qu’on pourrait caractériser principalement de besoin du court terme (quotidien).  Mais la fonction d’un acheteur ne s’arrête pas là. En effet, il est tout aussi important d’avoir une stratégie dite long terme pour répondre aux besoins futurs de l’entreprise. On y trouve les objectifs environnementaux (réduction de la consommation de plastique…)
Tout ce processus dépend aussi de la maturité du service achat de l’entreprise. L’association entre démarche RSE et achats forment les achats responsables. (Cousins et Spekman, 2003; Pohl et Förstl, 2011; Carter et Jenning, 2004) Chaque décision prise dans ce service engendre des conséquences directes sur la planète contractuellement imposées et taxées par les instances régaliennes. Bien entendu plus l’entreprise est importante, plus les conséquences sont repérées.
Les leviers peuvent être les suivants :
- Travailler avec des fournisseurs locaux ;
- Réduire la quantité de déchets ;
- Faire attention aux matières premières utilisées ;
- Réduire la quantité d'énergie.

Les achats responsables ne doivent pas être vus comme des contraintes imposées aux entreprises. Au contraire c’est l’opportunité d’innover et de se différencier de ses concurrents sur le développement durable. Ainsi séduire plus de clients, selon Porter et Kramer, 2006.
En janvier 2023, plusieurs grandes entreprises rejoignent la Net-Zero Procurement Initiative (NZPI), qui vise à réduire les émissions de carbone liées à leurs activités d'achat d'ici 2050. Cette initiative encourage les entreprises à collaborer avec des fournisseurs respectueux des normes environnementales et à privilégier des solutions à faible impact carbone. Selon les directives de la NZPI, les entreprises doivent notamment se fixer des objectifs comme la réduction des transports et la promotion de matières premières recyclées ou biodégradables.